# تان‌می (آن‌جانگ)
تان‌می  (به ویتنامی: Xã Tân Mỹ) یک قصبه در ویتنام است که در تابعیت شهرستان چوموی، در استان آن‌جانگ می‌باشد.